# Барбара Вюртемберзька
Барбара Вюртемберзька (нім. Barbara von Württemberg, 4 грудня 1593 — 8 травня 1627) — вюртемберзька принцеса з династії Церінгенів, донька герцога Вюртембергу Фрідріха I та ангальтської принцеси Сибілли, перша дружина маркграфа Баден-Дурлаху Фрідріха V.

## Біографія
Народилась 4 грудня 1593 року у Штутгарті. Була дванадцятою дитиною та п'ятою донькою в родині герцога Вюртембергу Фрідріха I та його дружини Сибілли Ангальтської. Мала старших братів Йоганна Фрідріха, Людвіга Фрідріха, Юлія Фрідріха та Фрідріха Ахілла й сестер Сибіллу Єлизавету, Єву Крістіну та Агнесу. Інші діти померли в ранньому віці до її народження. Згодом сімейство поповнилося сином Магнусом та донькою Анною. Мешкала сім'я у Штутгартському замку.
Шлюб батьків був нещасливим через невірність Фрідріха. Від 1696 року вони жили майже нарізно. Мати віддавалася пристрасті до ботаніки, хімії та алхімії.
Барбара втратила батька у 14-річному віці. Мати більше не одружувалася, оселившись в удовиній резиденції в Леонберзі. У 1614 році її також не стало.
У 23-річному віці принцеса взяла шлюб із 22-річним Фрідріхом Баден-Дурлахським, старшим сином маркграфа Георга Вільгельма. Весілля пройшло 21 грудня 1616 у Штутгарті. Як удовина доля, Барбарі призначався амт Еттлінген. Оселилися молодята у замку Карлсбург у Дурлаху, відомому пишністю своєї обстановки. Там і народилися восьмеро їхніх дітей. Свекор Барбари в ході Тридцятилітньої війни зрікся престолу на користь Фрідріха у квітні 1622 року. Втім, це не врятувало країну, і Баден-Дурлах був спустошений імперськими військами.

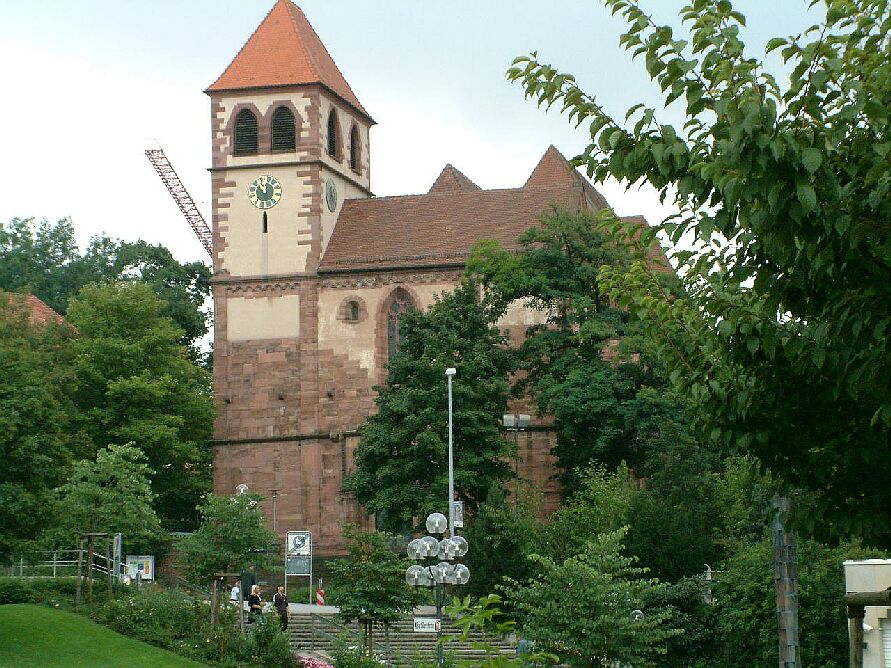
Замкова церква Пфорцгайму

Наприкінці 1622 року подружжя із п'ятьма їхніми дітьми втекло до двору брата Барбари, Йоганна Фрідріха, у Штутгарті. Фрідріх наступного року домігся звільнення своїх земель, однак вже у 1624 році війська Католицької ліги знову вторглися до країни та зайняли Пфорцгайм. Родині довелося ще раз залишити маркграфство.
Барбара померла у Штутгарті 8 травня 1627 року. Була похована у замковій церкві Пфорцгайму.
Її удівець за п'ять місяців узяв другий шлюб із графинею Елеонорою Зольмс-Лаубахською. Згодом був одруженим ще тричі.

## Родина

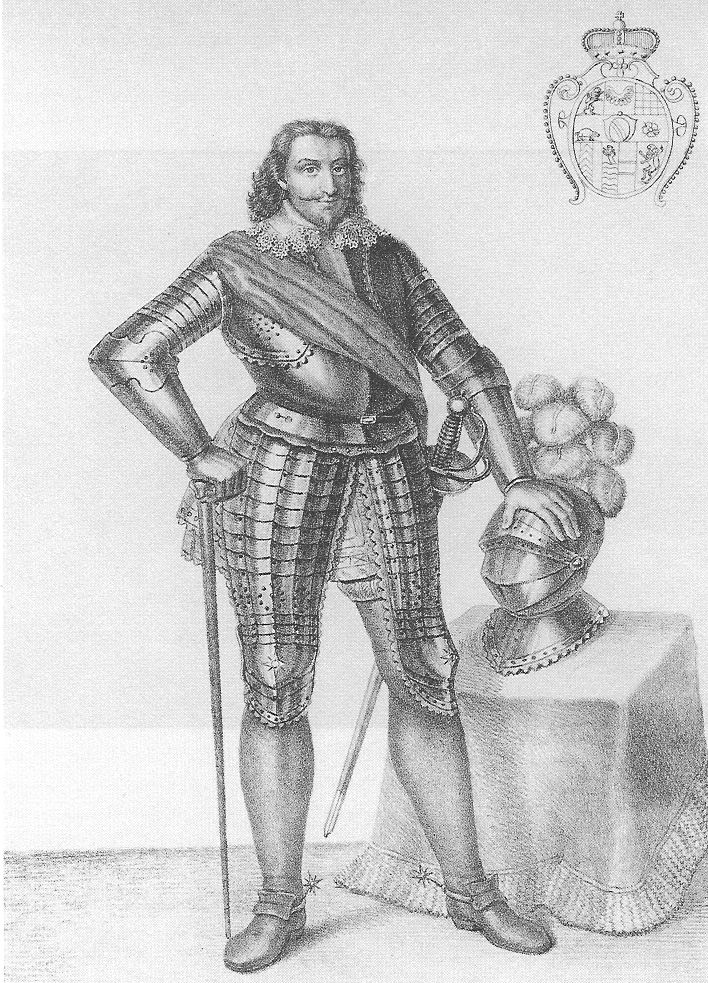
Фрідріх V на гравюрі

Чоловік —  Фрідріх V (маркграф Баден-Дурлаху)
Діти:
- Фрідріх (1617—1677) — маркграф Баден-Дурлаху у 1659—1677 роках, був одруженим із пфальцграфинею Крістіною Магдаленою Цвайбрюкен-Клеєбурзькою, мав восьмеро дітей;
- Юліана (1618—1623) — прожила 4 роки;
- Сибілла (1620—1679) — одружена не була, дітей не мала;
- Карл Магнус (1621—1658) — генерал-лейтенант шведської армії, був одружений із графинею Марією Юліаною Гогенлое-Шилінгсфюрстською, мав четверо дітей;
- Барбара (1622—1639) — одружена не була, дітей не мала;
- Йоганна (1623—1661) — була двічі одружена, дітей не мала;
- Фредеріка (1625—1645) — одружена не була, дітей не мала;
- Крістіна (1626—1627) — прожила півроку.